# Arara
Pour les articles homonymes, voir Arará.
Arara est une ville brésilienne de l'Est de l'État de la Paraíba, située dans la microrégion du Curimataú occidental.

## Histoire
On trouvait autrefois beaucoup d'arbres de l'espèce des "Baraúnas" sur le lieu où se trouve aujourd'hui située la municipalité d'Arara. Ils servaient d'abri aux voyageurs qui venaient du Brejo ou de la région du Curimataú où ils faisaient leurs achats de farine, de manioc et de rapadura, aliments de première nécessité dans cette zone. L'endroit était connu comme "Baraúnas das Araras" en relation avec le grand nombre d'oiseaux aras (araras, en portugais) qui vivaient dans ces arbres autour des années 1860.

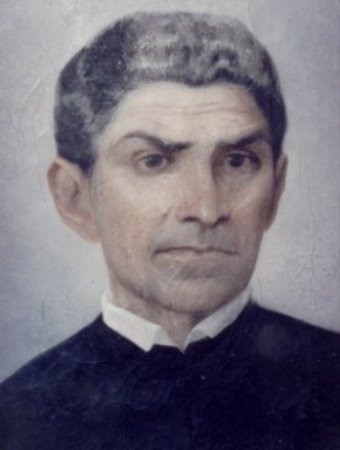
Le Père José Antônio Maria Ibiapina.

C'est en 1872 qu'arriva dans la région en provenance de l'État du Ceará le Père José Antônio Maria Ibiapina, qui influença énormément le développement de la région du Curimataú, où se trouve aujourd'hui la ville d'Arara. Il fonda près de la ville actuelle l'église Matriz de Arara, sous le culte de Notre Dame de la Piété (Nossa Senhora da Piedade) et l'hospice de la Casa  de Caridade de Santa Fé — ce dernier sur un terrain donné par le Major Antônio José da Cunha. Celui-ci construisit la première maison du futur établissement municipal et contribua pour beaucoup à son développement jusqu'en 1881, date de son décès. En 1876, la localité possédait déjà environ 80 maisons et 500 habitants.

## Géographie

### Localisation et territoire

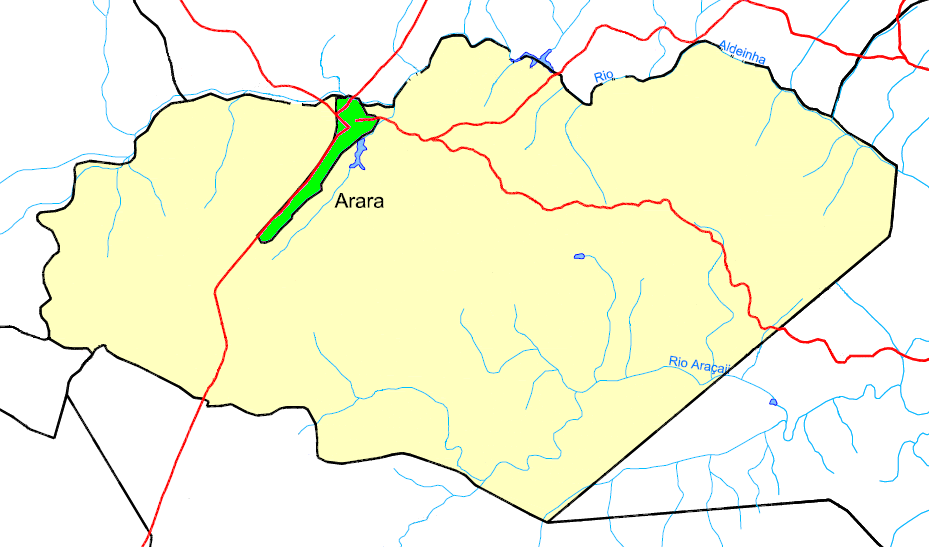
Carte du territoire municipal.

La ville est située à 6° 49′ 40″ S, 35° 45′ 28″ O, et se trouve dans la mésorégion Agreste de la Paraíba.
Arara occupe une aire territoriale de 88,858 km2, représentant 0,1574 % de la surface de l'État, 0,0057 % de celle de la région Nordeste et 0,001 % de tout le territoire brésilien. Sa situation sur le Plataeude la Borborema donne à son siège une altitude de 467 mètres.
L'accès à la ville se fait, à partir de João Pessoa, par les routes BR-230/BR-104 et par la PB-105.
Distances entre Arara et quelques villes de l'État :
| - 142 km - João Pessoa - 52 km - Campina Grande - 226 km - Patos - 356 km - Sousa | - 393 km - Cajazeiras - 44 km - Guarabira - 27 km - Areia - 18 km - Bananeiras |  |

### Population
Selon l'IBGE, la population totale de la municipalité en 2007 était de 12 356 habitants, 65 % vivant en zone urbaine et 35 % en zone rurale, sa densité démographique étant de 138,83 hab/km2.
Accroissement de la population entre 1970 et 2000 :
| Année | Total  | Z. urbaine | Z. rurale | Homme | Femme |
| ----- | ------ | ---------- | --------- | ----- | ----- |
| 1970  | 7 704  | 2 617      | 5 087     | 3 699 | 4 005 |
| 1980  | 8 493  | 4 498      | 3 995     | 3 937 | 4 556 |
| 1991  | 9 654  | 6 207      | 3 447     | 4 531 | 5 123 |
| 2000  | 11 530 | 7 587      | 3 943     | 5 587 | 5 943 |

La population d'Arara progresse de 1,7 % par an, 50 % plus vite que la croissance de l'État, à 0,8 % par an.

#### IDH
En 2000 l'Indice de développement humain était de 0,551.
| IDH       | 1991  | 2000  |
| --------- | ----- | ----- |
| Revenu    | 0,489 | 0,496 |
| Longévité | 0,464 | 0,553 |
| Éducation | 0,438 | 0,604 |
| Total     | 0,464 | 0,551 |

#### Système sanitaire urbain
| Service           | Domiciles (%) |
| ----------------- | ------------- |
| Eau courante      | 63,37 %       |
| Égouts            | 28,28 %       |
| Ramassage ordures | 59,66 %       |

### Climat
Arara, malgré sa localisation à une altitude de 467 mètres sur le Plateau de la Borborema, région assez haute, a des températures relativement plus agréables que celles du littoral. La température moyenne de la ville oscille autour de 24 °C.
Le climat est de type tropical pluvieux, avec des étés secs. La saison des pluies commence aux mois de janvier et février et se termine en septembre, pouvant se prolonger jusqu'en octobre.

### Relief
Le relief existant sur le territoire de la municipalité d'Arara est typique de la région du Plateau de la Borborema, une région formée de massifs et collines moyens, avec des altitudes variant de 400 à 1 000 mètres au-dessus du niveau de la mer.
Ce plateau occupe une zone en arc qui s'étend du sud de l'Alagoas, incluant une grande partie des États Pernambouc et de la Paraíba et se terminant dans le Rio Grande do Norte. En Arara, ce relief se présente de forme généralement mouvementée, avec de nombreuses vallées profondes étroites et sèches. Sur la commune se remarque tout particulièrement la Serra do Serrote Branco.

### Végétation
La végétation de la municipalité est formée principalement de forêts d'arbres à feuilles caduques de plusieurs types, couverture végétale type des régions des agrestes nordestins. Une de ces espèces d'arbres est précisément la baraúna (Melanoxylon brauna - Brauna).

## Hydrographie
Le territoire de la commune est traversé par des cours d'eau pérennes faisant partie du bassin hydrographique du rio Curimataú, dont les principaux éléments sont le rio Curimataú et le rio Araçagi. Mais la majeure partie d'entre eux ont un régime intermittent.

## Économie
Les principaux produits de l'économie d'Arara sont (IBGE/2005) :
- Agriculture : maïs, haricots, manioc, fèves, coton;
- Élevage : bovins, ovins, caprins, porcins ;
- Industrie : charbon de bois.

### Élevage
| Catégorie        | Quantité (têtes) |
| ---------------- | ---------------- |
| Bovins           | 4 800            |
| Vaches laitières | 624              |
| Ovins            | 1 500            |
| Caprins          | 400              |
| Porcins          | 320              |
| Chevaux          | 110              |
| Ânes             | 85               |
| Mules            | 63               |
| Poules           | 6 900            |
| Autres volailles | 7 890            |

### Agriculture
| Catégorie     | Quantité produite (tonne) | Valeur de la production (millier R$) | Aire plantée (ha.) | Aire récoltée (ha.) | Rendement moyen (kg/ha.) |
| ------------- | ------------------------- | ------------------------------------ | ------------------ | ------------------- | ------------------------ |
| Maïs          | 1 200                     | 400                                  | 2 000              | 2 000               | 600                      |
| Haricots      | 720                       | 907                                  | 1 200              | 1 200               | 600                      |
| Manioc        | 1 760                     | 211                                  | 220                | 220                 | 8 000                    |
| Fèves         | 55                        | 82                                   | 110                | 110                 | 500                      |
| Coton         | 100                       | 103                                  | 100                | 100                 | 1 000                    |
| Patate douce  | 280                       | 112                                  | 35                 | 35                  | 8 000                    |
| Noix de cajou | 10                        | 10                                   | 35                 | 35                  | 285                      |
| Mangue        | 66                        | 23                                   | 11                 | 11                  | 6 000                    |